# Clubiona aducta
Clubiona aducta är en spindelart som beskrevs av Simon 1932. Clubiona aducta ingår i släktet Clubiona och familjen säckspindlar. Inga underarter finns listade i Catalogue of Life.